# Браткаускас, Балис Альфонсович
Балис Альфонсович Браткаускас (лит. Balys Bratkauskas; 6 декабря 1923, д. Алунта, Литва — 17 апреля 1983, Вильнюс) — литовский советский актёр театра и кино, кинорежиссёр; лауреат Государственной премии Литовской ССР (1960). Заслуженный артист Литовской ССР (1973).

## Биография
Родился 6 декабря 1923 года в деревне Юргишкис, Алонтоский приход, Литва.
В 1948 году окончил актёрскую студию при Паневежеском драматическом театре.
С 1948 — актёр Паневежеского театра, затем — Вильнюсского театра драмы.
В 1955—1962 годах — актёр и режиссёр Литовской киностудии.
С 1963 года — режиссёр Литовского телевидения.
Умер в 1983 году в Вильнюсе.

## Призы и награды
- Орден «Знак Почёта» (16 марта 1954)[1].
- Лауреат Государственной премии Литовской ССР (1960, за фильм «Живые герои»)
- Главный приз Кинофестиваля в Карловых Варах и Приз ФИПРЕССИ (1960, за фильм «Живые герои»)
- Заслуженный артист Литовской ССР (1973).

## Фильмография

### Режиссёр
- 1959 — Соловушка / Lakštingala, новелла в киноальманахе «Живые герои» / Gyvieji didvyriai (короткометражный)
- 1959 — Юлюс Янонис / Julius Janonis (совм. с В. Дабашинскасом)
- 1961 — Когда сливаются реки / Kai susilieja upės (совм. с Б. Шрейбером)
- 1965 — Двое в маленьком городке / Du mažame miestelyje (короткометражный)
- 1972 — Тадас Блинда / Tadas Blinda
- 1977 — Почему плакали сосны? / Ko verkė pušys?
- 1978 — Весенняя песнь / Pavasario giesmė (фильм-спектакль)
- 1980 — Карьера Дичюса / Dičiaus karjera (музыкальный фильм)
- 1981 — Добро ксендза черти ловят / Kunigo naudą velniai gaudo (короткометражный)
- 1981 — Тайна Эндхауза / Endhauzo paslaptis
- 1982 — Платон Кречет / Platonas Krečetas (фильм-спектакль)

### Актёр
- 1956 — Игнотас вернулся домой / Ignotas grįžo namo — Владас, сын графа
- 1956 — Мост / Tiltas — Альгирдас Арминас — главная роль
- 1959 — Соловушка / Lakštingala, новелла в киноальманахе «Живые герои» / Gyvieji didvyriai — командир отряда
- 1959 — Юлюс Янонис / Julius Janonis — агент охранки
- 1975 — Тревоги осеннего дня / Nerami rudens diena — Валайтис — главная роль
- 1970 — Эта проклятая покорность / Tas prakeiktas nuolankumas — Раполас Гейше — главная роль
- 1972 — Тадас Блинда / Tadas Blinda — офицер
- 1974 — Расколотое небо / Perskeltas dangus — Миндаугас Крейвенас-Платонов
- 1975 — Смок и Малыш / Smokas ir Mažylis — Билл Солтмен, хозяин салуна «Олений рог» в Доусоне
- 1976 — Потерянный кров / Sodybų tuštėjimo metas — фашистский бонза, высокопоставленный офицер службы безопасности
- 1977 — Почему плакали сосны? / Ko verkė pušys? — начальник полиции
- 1979 — Малые грехи наши / Mažos mūsų nuodėmės — Станкус